# 大岡忠吉
大岡 忠吉（おおおか ただよし）は、江戸時代初期の旗本。官位は従五位下・美濃守。旗本・大岡忠右衛門忠政の四男。相模国高座郡高田村の地頭。大岡忠相の曽祖父。大岡忠光の高祖父。

## 生涯
慶長8年（1603年）、16歳の時に将軍家に拝謁して、翌慶長8年（1603年）には父・大岡忠政から、相模国高座郡高田村に160余石の所領を分与された。
慶長18年（1613年）、幕府よりさらに飛び地として、相模国鎌倉郡手広村を与えられる。
慶長19年（1614年）、大坂の陣では幕府方に従軍。寛永3年（1626年）には所領は1500石となる。その後、所領は2300石までなった。
寛永10年（1633年）、女院付となり、2代将軍・秀忠の娘・東福門院（徳川和子）に近習した。のち従五位下・美濃守に叙任される。この際、飛び地として山城国相楽郡へ300石加増された。
明暦2年4月16日（1656年5月10日））に死去。享年70。嫡男の忠章が跡を継ぎ、2000石の旗本となった。
他に次男の吉明は三浦を称し2000石の旗本となった。四男の忠房には300石を分け与え、のち岩槻大岡家の祖となった。また水戸藩主徳川治保は忠吉の血を引いている。